# Pfaffenschlag bei Waidhofen
Pfaffenschlag bei Waidhofen là một đô thị thuộc huyện Waidhofen an der Thaya trong bang Niederösterreich, Áo.